# Johann Hermann Kindermann
Johann Hermann Kindermann (6. dubna 1849 Nová Grafenwalde – 30. července 1912 Šluknov ) byl rakouský politik německé národnosti z Čech, na konci 19. století poslanec Říšské rady a starosta Šluknova.

## Biografie
Vyučil se v oboru textilního průmyslu. V roce 1866 vstoupil jako dobrovolník do rakouské armády. Pak se vrátil do rodného města. V prosinci 1895 byl zvolen starostou Šluknova. Působil též jako okresní starosta v Šluknově. Navrhoval neúspěšně výstavbu železniční tratě ze Šluknova do Sohland an der Spree.
Byl i poslancem Říšské rady (celostátního parlamentu Předlitavska), kam usedl doplňovacích volbách roku 1894 za kurii venkovských obcí v Čechách, obvod Děčín, Rumburk atd. Nastoupil 3. dubna 1894 místo Stefana Richtera. Ve volebním období 1891–1897 se uvádí jako Johann Hermann Kindermann, obchodník, bytem Šluknov (Schluckenau).
Na Říšské radě byl členem klubu Sjednocené německé levice, do kterého se spojilo několik ústavověrných (liberálně a centralisticky orientovaných) proudů. V říjnu 1896 z klubu vystoupil. V lednu 1897 se podílel na vzniku Německé pokrokové strany.
Zemřel v červenci 1912 ve věku 64 let.
Jeho bratr Franz Kindermann (1842–1921) byl lékařem a významným českoněmeckým politikem.